# 유리체 절제술

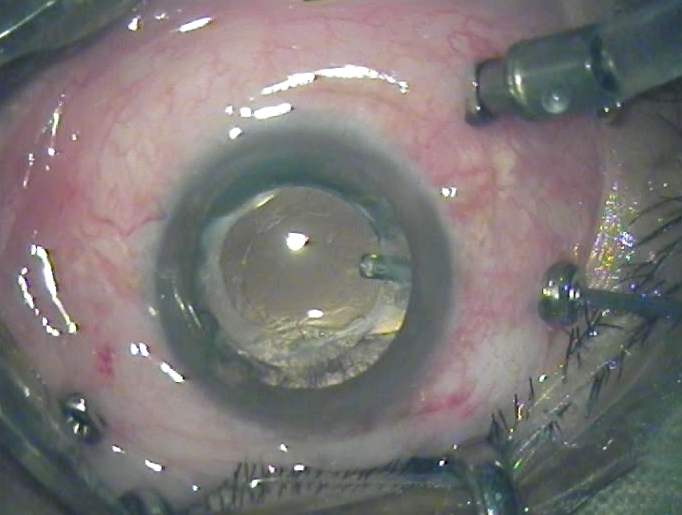
3포트 23게이지 유리체 절제술.

유리체 절제술(Vitrectomy)은 유리체를 제거하는 눈 수술이다.
전방 유리체 절제술은 눈의 전방 구조에서 유리체액의 작은 부분을 제거하는 것을 수반한다. 이는 종종 안내 렌즈나 다른 구조에 얽혀 있기 때문이다.
유리체절제술은 눈의 깊은 부분에서 수행되는 일련의 수술에 대한 일반적인 용어로, 모두 유리체액(눈의 투명한 내부 젤리)의 일부 또는 전부를 제거하는 것을 포함한다.
현대 이전에도 일부 외과 의사는 조잡한 유리체 절제술을 시행했다. 예를 들어, 네덜란드 외과의사 안톤 넉(Anton Nuck, 1650–1692)은 눈에 염증이 있는 젊은 남성의 유리체를 흡입하여 제거했다고 주장했다. 보스턴에서 존 콜린스 워렌(John Collins Warren, 1778–1856)은 폐쇄각 녹내장에 대해 조악한 제한된 유리체 절제술을 시행했다.

## 같이 보기
- 눈 수술